# Agonum metallescens
Agonum metallescens är en skalbaggsart som beskrevs av Leconte 1854. Agonum metallescens ingår i släktet Agonum och familjen jordlöpare. Inga underarter finns listade i Catalogue of Life.